# Batalha de Courtrai
A batalha de Courtrai ou batalha das Esporas Douradas foi uma batalha, da Guerra Franco-Flamenga (1297-1305), que opôs Filipe IV da França às milícias comunais flamengas em 11 de julho de 1302, perto de Courtrai.
Durante os séculos XIX e XX, a Batalha de Courtrai tornou-se um importante ponto de referência cultural para o Movimento Flamengo. Em 1973, o dia da batalha foi escolhido como feriado oficial da comunidade flamenga da Bélgica.

## Antecedentes
A indústria têxtil fizera prosperar a Flandres, província do norte do Reino da França. Usava a lã, essencialmente importada da Grã-Bretanha. Os artesãos tecedores e comerciantes afirmavam que as taxas elevadas cobradas pelo rei Filipe IV da França (o Belo) para prejudicar a Inglaterra eram demasiado elevadas. Guido de Dampierre, Conde da Flandres, que se pusera do lado dos seus tecedores, foi deposto e encarcerado em Paris.
Depois das "Matinas de Bruges" (massacre da guarnição francesa em Bruges em 18 de maio de 1302 feito pelas milícias flamengas locais) os rebeldes dominavam a região exceto duas praças-fortes: Cassel e Courtrai. Depois de dois ataques falhados a Courtrai, os 60 000 sitiadores foram atacados pelo exército de cavaleiros francês, sob comando de Roberto II de Artois.

## Batalha
Os «Klauwaerts» encurralados por dez cavaleiros e os dois filhos de Guy de Dampierre, ficaram num outeiro, à beira do Lys. Os cavaleiros franceses assentaram no outeiro de Mossemberg.
Depois de um intercâmbio de flechas os franceses fizeram avançar a sua infantaria até ao campo, mas não tiveram sorte e Robert d'Artois é morto.
Depois da batalha, os flamengos recolheram da lama dos campos de Groeningen 500 esporas de ouro que foram ornar a igreja de Notre-Dame de Courtrai.

## Depois da batalha
Filipe o Belo obterá a sua vingança dois anos depois na batalha de Mons-en-Pévèle onde combaterá mesmo valentemente na frente de combate.
Os franceses recuperam as esporas e levam-nas a uma igreja de Dijon.
Em 23 de junho de 1305 uma paz de compromisso assinada em Athis-Mons permitirá ao rei anexar Lille, Douai e Béthune. A França terá agora a fronteira que será ainda sua sete séculos depois apesar de numerosas guerras por ela.